# تپه گوزل ابدال
تپه گوزل ابدال مربوط به سده‌های اولیه، میانه و متاخر دوران‌های تاریخی پس از اسلام است و در شهرستان کبودرآهنگ، بخش گل تپه، دهستان گل تپه، روستای گوزل ابدال واقع شده و این اثر در تاریخ ۷ اسفند ۱۳۸۶ با شمارهٔ ثبت ۲۱۶۵۶ به‌عنوان یکی از آثار ملی ایران به ثبت رسیده است.